# The Sea God
Pour plus de détails, voir Fiche technique et Distribution.
The Sea God est un film américain réalisé par George Abbott, sorti en 1930.

## Synopsis
Pink Barker perd son bateau et sa fiancée Daisy au profit de son rival Schultz, mais la chance tourne en sa faveur lorsqu'un vieux marin mourant qu'il sauve en mer lui parle d'un trésor de perles. Malheureusement, les perles se trouvent au large d'une île habitée par des cannibales. Barker navigue à la recherche de l'île avec son ami Square Deal. Toujours amoureuse de Pink, Daisy se cache mais est bientôt découverte par son ex impitoyable.

## Fiche technique
- Titre : The Sea God
- Réalisation : George Abbott
- Scénario : George Abbott d'après The Lost God de John Russell
- Photographie : Archie Stout
- Musique : Karl Hajos, Stephan Pasternacki
- Genre : Aventures[1]
- Société de production : Paramount Pictures
- Société de distribution : Paramount Pictures
- Pays d'origine :   États-Unis
- Langue de tournage : Anglais américain
- Format : Noir et blanc — 35 mm — 1,20:1 — Son : Mono (Western Electric Sound System)
- Métrage : 2 455 mètres (9 bobines)
- Genre : Film dramatique, Film d'aventure
- Durée : 75 minutes (1 h 15)
- Dates de sortie : 
  - États-Unis : 13 septembre 1930

## Distribution
- Richard Arlen : Phillip Barker
- Fay Wray : Daisy
- Robert Gleckler : Schultz
- Eugene Pallette : Square Deal McCarthy
- Ivan Simpson : Pearly Nick
- Maurice Black : Rudy
- Bob Perry : Abe
- Willie Fung : Sin Lee
- Sol K. Gregory : Duke
- Mary De Bow : Mary
- James P. Spencer : Sanaka Joe

## À noter
- The Sea God est l'un des six films dans lesquels Richard Arlen et Fay Wray ont joué ensemble alors qu'ils étaient sous contrat avec la Paramount. Le scénario est inspiré d'une histoire courte de John Russell. The Sea God a été tourné sur Catalina island en Californie, avec plusieurs scènes tournées en mer.

## Crédit d'auteurs
- (en) Cet article est partiellement ou en totalité issu de l’article de Wikipédia en anglais intitulé « The Sea Gold » (voir la liste des auteurs).